# Lycaon (Arcadie)
Pour les articles homonymes, voir Lycaon.
Dans la mythologie grecque, Lycaon (en grec ancien Λυκάων / Lykáôn, « loup ») est un roi d'Arcadie. Il passe, selon les versions, pour le fils de Pélasgos et de Mélibée, Cyllène, ou Déjanire, ou bien pour un autochtone (enfant spontané de la terre). Il est le père d'Acacos et de Callisto, la mère d'Arcas.

## Mythe
Lycaon était réputé pour son mépris des dieux. Zeus, pour le mettre à l'épreuve, se présente à lui sous les traits d'un mendiant. Lycaon le reçoit à sa table et lui fait servir de la chair humaine (son propre petit-fils Arcas dans certaines versions). Dans le récit d'Ovide, il s'agit d'un otage molosse que Lycaon fait cuire, or ce peuple était apparenté à Zeus et de surcroît, en agissant ainsi, Lycaon bafoue les règles de l'hospitalité.
Selon les versions, il sacrifie un de ses enfants à Zeus sur le mont Lycée, et lui offre en repas ; Zeus change Lycaon en loup dans l'ensemble des variantes. Selon une version de l'histoire, Zeus, indigné, foudroie ses cinquante fils et ressuscite Arcas, qui montera ensuite sur le trône.

## Évocation littéraire
Au récit du philosophe Théophraste, qui a traité des sacrifices humains, lors des fêtes lycéennes (λύκαια, Lycaia), les sacrifices humains qui se faisaient en Arcadie étaient apportés par la communauté collectivement. Diverses légendes couraient à propos de ce sanctuaire et de ses rites : les hommes et les animaux ne jetteraient aucune ombre dans l’enceinte sacrée, et tous ceux qui y seraient entrés seraient morts dans l’année ; lorsqu’on aurait goûté à des entrailles humaines, découpées en morceaux mélangés aux autres victimes de sacrifice, on se serait transformé en loup (la punition infligée à Lycaon par Zeus après qu’il lui a servi un enfant, son fils Arcas, pour repas, selon une version du mythe).
D'après le récit d'Ovide dans ses Métamorphoses, c’est l’impiété de Lycaon qui déclencha le Déluge, auquel survécurent Deucalion et Pyrrha : « Lorsque le père des hommes, fils de Cronos, a vu ce spectacle, il gémit et, se rappelant un crime trop récent encore pour avoir été divulgué, l'horrible festin servi à la table de Lycaon, il en conçoit au fond du cœur un courroux terrible, digne de Zeus. »

### Sources antiques
- Ovide, Métamorphoses [détail des éditions] [lire en ligne], I, 210-239.